# Hossein Abdi
Hossein Abdi (en persan : حسین عبدی), né le 21 mars 1967, est un footballeur iranien. Il entraîne actuellement l'équipe nationale iranienne des moins de 17 ans,,.

## Biographie
Hossein Abdi évolue pendant 13 saisons avec le club du Persépolis Téhéran. Il remporte avec cette équipe quatre titres de champion d'Iran, trois Coupes d'Iran, et enfin une Coupe d'Asie des vainqueurs de coupe.
Il entraîne ensuite le club du Damash Gilan entre 2008 et 2009, puis celui de Persépolis entre 2009 et 2011.

## Palmarès
Persépolis
| - Championnat d'Iran (4) : - Champion : 1995-96, 1996-97, 1998-99 et 1999-00. - Vice-Champion : 1989-90, 1992-93 et 1993-94. - Coupe d'Iran (3) : - Vainqueur : 1987-88, 1990-91 et 1998-99. |  | - Coupe d'Asie des vainqueurs de coupe (1) : - Vainqueur : 1990-91. - Finaliste : 1992-93. |